# Взрыв у больницы «Аль-Ахли» в Газе
Взрыв на парковке возле больницы «Аль-Ахли» в Газе произошёл 17 октября 2023 года, во время операции «Железные мечи», проводимой Израилем в ответ на организованное ХАМАС вторжение 7 октября 2023 года из сектора Газа.
Палестинские источники заявили об авиаударе Армии обороны Израиля (ЦАХАЛ) по больнице. Эти обвинения изначально повторили катарский телеканал «Аль-Джазира», а также ряд западных и российских СМИ. ЦАХАЛ заявил, что взрыв произошёл в результате неудачного запуска исламистской группировкой Палестинский исламский джихад ракеты из сектора Газа в сторону Израиля. Одновременно было установлено, что взрыв произошёл не в самой больнице, а снаружи, на парковке возле неё. Получив израильские данные, западные СМИ пересмотрели свою позицию и скорректировали свои публикации.
Арабские и мусульманские страны, а также антисионистские организации обвинили во взрыве Израиль — как до, так и после предоставления им дополнительных данных. Лидеры западных стран, напротив, обвинили во взрыве палестинских боевиков. Россия и Китай, напрямую не обвинив ни одной из сторон, призвали к прекращению огня.
После ряда исследований, израильскую версию о попадании палестинской ракеты подтвердили разведслужбы США, Канады, Франции и Италии. К аналогичным выводам привело расследование Associated Press, а также анализ данных со стороны CNN, The Wall Street Journal, The Economist, экспертов британского Королевского объединённого института оборонных исследований и Института Либера при Военной академии США. Организация Forensic Architecture отвергла данные выводы, обвинив Израиль. «Аль-Джазира» подвергла критике израильские данные и заявила, что виновную сторону определить невозможно.
Число погибших при взрыве, первоначально заявленное палестинскими источниками как 500 и более человек, по данным большинства исследований, оказалось существенно завышенным. Реальное количество жертв, по оценке большинства экспертов, ближе к 100.

## Взрыв
Взрыв произошёл во время подготовки к наземной части израильской военной операции «Железные мечи», последовавшей за вторжением в Израиль боевиков из сектора Газа. В этот период территория сектора подвергалась массированным ударам с воздуха с целью уничтожения элементов инфраструктуры и полевых командиров ХАМАС. Одновременно с этим террористические организации из сектора Газа производили обстрелы территории Израиля неуправляемыми ракетами.
На фоне боевых действий Израиль призывал мирных жителей покинуть места, представлявшие опасность. За несколько дней до происшествия истёк срок, выделенный на эвакуацию населения северной части сектора Газа (включая одноимённый город) на юг сектора; часть населения, следуя призывам ХАМАС и исламского духовенства, решила остаться и не эвакуироваться.
Вечером 17 октября 2023 года на парковке во внутреннем дворе больницы Аль-Ахли произошёл взрыв. Первые сообщения о взрыве появились в палестинских СМИ в 19:19.

## Освещение в СМИ
Палестинские источники поспешили обвинить во взрыве Израиль. Широкое распространение сведений о происшествии стало предметом информационной войны. В первые часы после взрыва версию ХАМАС об авиаударе Израиля по больнице повторили катарский телеканал «Аль-Джазира», ряд западных новостных компаний (включая BBC, New York Times, Reuters и Associated Press) и российская пропаганда.
Часть обвинений была основана на удалённом твите Ханании Нафтали — YouTube-блогера, инфлюэнсера, активиста и неофициального советника по СМИ в команде премьер-министра Израиля Биньямина Нетаньяху. Вскоре после взрыва Нафтали написал, что Израиль нанес авиаудар по больнице, использовавшейся в качестве базы для боевиков ХАМАС, после чего удалил свой твит и извинился за ошибку. Однако его высказывание стало ключевым элементом антиизраильской информационной кампании, провозгласившей его «представителем правительства», а его твит — «взятием на себя ответственности» со стороны Израиля.
В свою очередь, Израиль передал США разведданные (включая записи перехваченных разговоров в Газе), свидетельствующие в пользу того, что причиной взрыва стал неудачный запуск из Газы ракеты террористов из организации «Палестинский исламский джихад». Чтобы доказать отсутствие признаков израильского авиаудара, были опубликованы снимки больницы до и после взрыва, показавшие, что взрыв произошёл не в самой больнице, а на парковке во дворе.
После получения и анализа информации от ЦАХАЛ, западные СМИ поменяли соответствующие заголовки и статьи на своих сайтах. В ответ на критику за некорректный первоначальный репортаж, BBC и The New York Times официально признали свою ошибку и принесли извинения. Вместе с тем, они продолжили ссылаться на заявления Минздрава сектора Газа, подконтрольного ХАМАС. «Аль-Джазира» не приняла израильские данные.
В апреле 2025 года, по прошествии полутора лет, организация CAMERA отметила регресс в освещении взрыва новостными агентствами Reuters и Agence France-Presse. CAMERA указывает на возврат этих агентств через полтора года к нарративу, при котором Израиль и ХАМАС представлены как сопоставимые источники информации, несмотря на то, что расследования ряда западных государств привели к выводам, аналогичным израильским.

## Реакция
Арабские и мусульманские страны, как до, так и после заявления Израиля о его непричастности, назвали его виновным во взрыве. Произошли попытки штурма израильского консульства в Турции и израильского посольства в Иордании; в Тунисе была сожжена древняя синагога в городе Эль-Хамма.
Президент Государства Палестина Махмуд Аббас отменил встречу с президентом США Джо Байденом и объявил трёхдневный траур в связи с «резнёй в больнице»; его администрация направила запрос о расследовании инцидента в Международный уголовный суд.
В свою очередь, президент Израиля Ицхак Герцог назвал обвинения Израиля во взрыве «кровавым наветом».
Джо Байден на встрече с премьер-министром Израиля Биньямином Нетаньяху выразил уверенность в непричастности Израиля ко взрыву, добавив, что ответственность, по имеющимся данным, лежит на «другой стороне». Аналогичным образом высказались канадский министр обороны Билл Блэр, британский премьер-министр Риши Сунак и министр иностранных дел Италии Антонио Таяни.
На следующий день после взрыва в США прошла пропалестинская демонстрация, организованная антисионистским движением «Еврейский голос за мир». Демонстранты требовали прекратить помощь Израилю и ворвались в здание Кэннона (офисное здание Конгресса США); около 300 из них были задержаны.
Президент России Владимир Путин назвал происшедшее трагедией, выразив надежду, что она станет сигналом для прекращения конфликта и переговоров; представитель МИД РФ Мария Захарова назвала событие «актом расчеловечивания», потребовав от Израиля доказать его непричастность. Китай осудил инцидент как «атаку на больницу» и также призвал к прекращению огня.

## Расследования
На месте взрыва были замечены сапёры ХАМАС. После этого ХАМАС не предоставил обломки ракеты для независимого исследования, заявив, что «ракета растворилась, как соль в воде… Она испарилась. Ничего не осталось». Эксперты отметили, что отсутствие обломков в такой ситуации является крайне необычным.
После различных проверок западные спецслужбы и независимые эксперты поддержали израильскую версию. Так, американская, канадская, французская и итальянская разведки, на основании проведённых ими расследований, сочли наиболее вероятной причиной взрыва палестинскую ракету. Международное новостное агентство Associated Press провело расследование, проанализировав видеозаписи удара и спутниковые снимки с привлечением шести экспертов, и также пришло к выводу о взрыве палестинской ракеты. К аналогичным выводам после собственного анализа видеоматериалов пришёл телеканал CNN, а также издания The Wall Street Journal и The Economist. Наряду с ними, эксперты британского Королевского объединённого института оборонных исследований (RUSI) Джастин Бронк и Узи Рубин, а также доцент Института Либера при Военной академии США Аурел Сари сочли наиболее вероятной причиной взрыва палестинскую ракету. Через полтора месяца после происшествия к тому же выводу пришла и организация Human Rights Watch. Захваченный в плен пресс-секретарь «Палестинского исламского джихада» также признал, что причиной взрыва была ракета, запущенная ими с территории Сектора Газа.
Исследовательская организация Forensic Architecture пыталась опровергать выводы вышеперечисленных расследований, обвиняя Израиль в «дезинформации». Сначала она заявила о том, что следы взрыва говорят о попадании артиллерийского снаряда, прилетевшего со стороны Израиля. Затем, 14 ноября, Forensic Architecture удалила соответствующий твит и изменила свой анализ, заявив, что снаряд, вероятно, был ракетой, но продолжая утверждать, что он прилетел со стороны Израиля. «Аль-Джазира» также подвергла критике израильскую версию событий, заявив, что виновную сторону определить невозможно.

## Оценки
Востоковед Дмитрий Марьясис назвал израильскую версию событий наиболее правдоподобной. По его мнению, помимо подтверждения этой версии видеосъемкой и экспертными оценками, Израиль в случаях, когда его армия совершает ошибки, обычно это признаёт, проводит расследование и наказывает виновных. Так было, в частности, после обстрела машины международной гуманитарной организации World Central Kitchen. В то же время структуры, подконтрольные ХАМАС, как считает Марьясис, «говорят то, что служит интересам этой организации».
По мнению востоковеда Руслана Сулейманова, мусульманский мир в любом случае убеждён в вине Израиля и никакие доказательства его непричастности не могут ничего изменить в этом восприятии.
По оценке организации CAMERA, склонность ведущих западных новостных агентств представлять данные Израиля и ХАМАС как равноценные источники, а также ссылаться на административные структуры сектора Газа, подчинённые ХАМАС, без упоминания этой подчинённости, ведёт к искажению ситуации.
Исследователи Никола Перуджини и Нив Гордон в статье, опубликованной в Journal of Palestine Studies, ссылаясь на удалённый твит Ханании Нафтали, обвинили Израиль во лжи и виктимблейминге. Они заявили, что Израиль использует международное гуманитарное право (запрещающее использование больниц как военных объектов) для оправдания нанесения ударов по медицинской инфраструктуре, и обвинили Израиль в применении «стратегии Накбы» для истребления палестинцев.

### Число погибших
Палестинские источники, включая министерство здравоохранения Газы, подконтрольное ХАМАС, заявили после взрыва о 500 погибших. Палестинский врач из больницы «Аль-Шифа» в Газе Хаммам Аллох заявил в интервью программе Democracy Now! о более чем 800 погибших; американский новостной сайт Mondoweiss заявил о 500—1000 погибших.
Источник Newsweek в ВВС США, причастный к расследованию инцидента, указал на преувеличения и предоставление явно неверных данных со стороны ХАМАС. По его оценке, при взрыве погибло в пределах нескольких десятков человек. Согласно анализу эксперта Блейка Спендли из американского Центра военно-морских исследований, число погибших составило около 50 человек. Разведка США первоначально оценила число жертв в пределах 100—300 человек, причём ближе к нижней границе этого диапазона. По оценке источника Agence France-Presse в разведке ЕС, погибло в пределах 50 человек.

### Комментарии
1. ↑  ХАМАС признан террористической организацией Европейским союзом, Организацией американских государств и властями Аргентины, Австралии, Великобритании, Израиля, Канады, Новой Зеландии, Парагвая, США и Японии. Его деятельность также запрещена в Иордании и Египте.
2. ↑  Палестинский исламский джихад признан террористической организацией в Европейском союзе, Австралии, Великобритании, Израиле, Канаде, Новой Зеландии, США и Японии.